# Padjerim
Padjerim är en ort i Jokkmokks kommun, Norrbottens län.
Padjerim är belägen vid Lilla Luleälven åtta kilometer norr om Vuollerim längs väg 97. Ortsnamnet betyder på lulesamiska mellanselet. Orten har haft befolkning sedan 1600-talet och det första nybygget på orten anlades 1806 och skattades 1823. På orten anlades hemmanen Bäckmark 1877, Britastorp 1880 och Lund vid en okänd tidpunkt. Under början av 1900-talet uppfördes en skola. I december 2020 fanns det enligt Ratsit tre personer över 16 år registrerade med orten som adress.